# Anonychomyrma gilberti
Espèce
Anonychomyrma gilberti est une espèce de fourmis du genre Anonychomyrma.
Elle est endémique du Queensland, en Australie, et de la Nouvelle-Guinée.

## Source de la traduction
- (en) Cet article est partiellement ou en totalité issu de l’article de Wikipédia en anglais intitulé « Anonychomyrma gilberti » (voir la liste des auteurs).